# فرودگاه بین‌المللی دل بایو
فرودگاه بین‌المللی دل بایو (به انگلیسی: Del Bajío International Airport) یک فرودگاه همگانی مسافربری با کد یاتا BJX است که یک باند فرود آسفالت دارد و طول باند آن ۳۴۹۹ متر است. این فرودگاه در شهر گوآناخوآتو کشور مکزیک قرار دارد و در ارتفاع ۱۸۱۵ متری از سطح دریا واقع شده‌است.

## شرکت‌های هواپیمایی و مقصدهای پروازی
| شرکت‌های هواپیمایی | مقصدهای پروازی |
| ----------------- | --- |
| Aéreo Calafia     | لوس کابوس |
| آئرومکزیکو        | مکزیکو سیتی |
| آئرومکزیکو کانکت  | هارتسفیلد-جکسون آتلانتا (آغاز از ۱ سپتامبر ۲۰۱۷), لس‌آنجلس (آغاز از ۱ اکتبر ۲۰۱۷), مکزیکو سیتی، ژنرال ماریانو اسکبیدو، تیخوانا |
| امریکن ایرلاینز   | دالاس-فورت ورث |
| دلتا کانکشن       | هارتسفیلد-جکسون آتلانتا |
| Interjet          | کانکون، کینتانا رو، مکزیکو سیتی، ژنرال ماریانو اسکبیدو، ال آی سی. گوستاو دیاز اورداز، تیخوانا                                 |
| Magnicharters     | کانکون، کینتانا رو |
| TAR Aerolineas    | ایکستاپا-سیواتانخو، ال آی سی. گوستاو دیاز اورداز                                                                              |
| یونایتد اکسپرس    | جرج بوش، لس‌آنجلس |
| ویواآئروبوس       | کانکون، کینتانا رو، آبراهام گونزالس، ژنرال ماریانو اسکبیدو                                                                    |
| Volaris           | کانکون، کینتانا رو، میدوی شیکاگو، لس‌آنجلس، اوکلند، انتاریو، تیخوانا                                                           |